# Anton Logoreci
Anton Pjetër Logoreci (Shkodra, 1910. július 19. – Putney, 1990. szeptember 23.) angliai albán publicista, politológus. 1940-től 1974-ig a londoni BBC albán nyelvű adásainak munkatársa, a népköztársasági Albánia mindennapjainak politikai szakértője volt.

## Életútja
ShkodraI római katolikus családban született, apai nagybátyja Ndre Logoreci szkopjei érsek volt. Először szülővárosának ferences iskoláját járta ki, majd a tiranai Amerikai Szakiskola diákja lett, amelyet 1927-ben végzett el. Ezt követően angolt tanított Észak-Albánia hegyvidéki falvainak iskoláiban, 1932-ben pedig az ország csendőrségét szervező Jocelyn Percy magántitkára és tolmácsa lett. 1937-ben Percy segítségével eljutott Angliába, és beiratkozott a London School of Economicsba. A második világháború kitörését követően, 1940 novemberétől a BBC albán nyelvű adásának dolgozott, 1974. évi nyugdíjba vonulásáig főként riportokat és politikai helyzetértékeléseket készített. Ezzel párhuzamosan 1940 őszétől a Percy elnökletével és a trónjáról elűzött I. Zogu albán király részvételével felálló Albán Központi Bizottság (Albanian Central Committee) munkájában is részt vett. 1942-től Logoreci egyre inkább ellenezte a Zogu restaurálását célzó törekvéseket, ezért 1943 januárjától a Szabad Albánia Nemzeti Bizottság munkáját segítette.
Nyugdíjas éveiben írta meg élete fő művét, az albán történelemről, társadalomról és politikai helyzetről szóló könyvét The Albanians: Europe’s forgotten survivors (’Albánok: Európa elfeledett túlélői’, London, 1977).